# 태음력

태음력(太陰曆, 영어: lunar calendar)은 달이 차고 기우는 기간을 기준으로 한 달을 정하는 역법을 말한다. 계절의 변화(즉, 태양의 일주)까지 고려한 태음태양력이나 이슬람력이 속한 순태음력으로 나눌 수 있다.
태음력의 기원은 약 3,000년 이전의 고대 문명 수메르 문명의 달력이었고, 현재 여러 종류의 태음력은 수메르 음력에서 발전하였다. 특히 아시아 지역에서 태음태양력으로 발전하면서 태음력이 기준이 되었다. 반면 유럽과 아프리카 북부는 이집트의 태양력에서 발전한 율리우스력을 사용하며 태양력이 기준이 되었다. 6세기 이후 발전한 이슬람 문화 지역은 수메르 음력에서 발전하였던 바빌론 음력과 바빌론 음력을 받아들였던 히브리 음력 영향으로 순태음력을 사용한다.

## 태음태양력
아시아권에서는 일반적으로 동아시아의 태음태양력을 가리키는 경우가 많으며, 한국에서는 흔히 음력(陰曆)이라고 한다.
음력에서는 한 달에 29일과 30일을 번갈아서 쓰며, 그렇게 하면 한 해가 354일이 되어 지구의 태양 공전 주기와 어긋나게 된다. 이때 순태음력에서는 윤달이 없으나, 태양태음력에서는 19년에 일곱 번씩 윤달을 둔다. 이렇게 19년에 일곱 번 윤달을 두는 방법을 장법(章法)이라고 한다.

## 순태음력
순태음력(純太陰曆)은 달의 차고 기우는 날짜를 기준으로 하여 만든 역법으로, 이슬람 문명의 이슬람력(회회력)이 여기에 속한다.

## 같이 보기
- 음력 날짜 목록
- 태양력
- 태음태양력